# Hypolycaena festata
Hypolycaena festata är en fjärilsart som beskrevs av Archibald C. Weeks 1891. Hypolycaena festata ingår i släktet Hypolycaena och familjen juvelvingar. Inga underarter finns listade i Catalogue of Life.